# Pierre Jourde
Pour les articles homonymes, voir Jourde.
Pierre Jourde, né à Créteil le 9 décembre 1955, est un écrivain et critique littéraire français. Il enseigne la littérature à Valence (université Grenoble Alpes).
Connu pour ses pamphlets (La Littérature sans estomac, Le Jourde & Naulleau) contre ce que les médias, et notamment les pages littéraires du journal Le Monde, présentent comme la littérature contemporaine, il est surtout l'auteur d'essais sur la littérature moderne (Géographies imaginaires, Littérature monstre) et d'une œuvre littéraire se partageant entre poésie (Haïkus tout foutus), récits (Dans mon chien, Le Tibet sans peine) et romans (Festins secrets, L'Heure et l'ombre, Paradis noirs).

## Biographie
La famille de Pierre Jourde (ou Jourde-Roughol) est originaire de Lussaud, en Auvergne. Lui-même naît et grandit à Créteil, en région parisienne. Durant ses études, il est responsable du syndicat Union nationale des étudiants de France (UNEF) à Paris 12. 
Après avoir été reçu en 1982 à l'agrégation de lettres modernes, il enseigne dans divers collèges et lycées. En 1989, il soutient à l'Université Paris-Est Créteil (UPEC) une thèse de doctorat en littérature comparée intitulée Géographies imaginaires et consacrée aux mondes imaginaires décrits par Thomas More, Julien Gracq, Henri Michaux, J. R. R. Tolkien et Jorge Luis Borges, et devient par la suite professeur d'université.
En 2014, il perd l'un de ses trois fils, Gabriel, un jeune homme féru d'arts plastiques et de musique, mort à l'âge de vingt ans d'une forme rare de cancer du rein. Il évoque cet événement dans Winter is coming, paru chez Gallimard en 2017.

## Ouvrages

### Méta-analyse
Dans Géographies imaginaires : de quelques inventeurs de mondes au XXe siècle : Gracq, Borges, Michaux, Tolkien, version imprimée, parue en 1991, de sa thèse de doctorat, Pierre Jourde analyse les mondes imaginés par quatre écrivains contemporains : Julien Gracq dans Le Rivage des Syrtes, Jorge Luis Borges dans La Bibliothèque de Babel, Henri Michaux dans Ailleurs, J. R. R. Tolkien dans Le Seigneur des anneaux. S'appuyant dans un premier temps sur une métapoétique proche de celle de Gaston Bachelard pour rendre compte des espaces imaginés, Jourde étudie ensuite les fonctions des différents éléments géographiques, historiques et linguistiques dans la configuration générale des espaces imaginaires pour finalement voir dans ces œuvres une interrogation sur « le pouvoir créateur et la quête du centre dérobé autour duquel gravite l'écriture moderne », récits qui intégreraient donc une réflexion métacritique et seraient caractéristiques d'une littérature moderne qui « livre à nos investigations le territoire des questions, seul domaine où nous nous reconnaissons ». Cette conception ne sera pas sans influence sur l'œuvre future de Jourde, dont la réflexivité et la mise en abyme débouchent sur un fantastique qui remet en cause la figure du narrateur et l'ensemble du récit.
Le double, autre figure de la réflexivité et du spéculaire, étudié tout d'abord théoriquement dans Visages du Double, se retrouvera dans l'ensemble de l'œuvre de Jourde : que ce soit dans Festins secrets, dans L'heure et l'ombre ou Paradis noirs, le narrateur se retrouve confronté à un double négatif, qu'il soit vieillissant, comme dans Festins secrets, ou fascisant, comme dans Paradis noirs. Cette figure du double semble être le produit de l'imagination schizophrénique du narrateur.

### Satire sociale
Dans Festins secrets, Jourde aborde la déliquescence du système scolaire français à travers le récit d'un jeune enseignant de français progressiste, Gilles Saurat, nommé pour son premier poste dans un sombre et violent collège de province et qui perdra progressivement ses illusions face à des élèves qui ne s'avèrent être que de petites crapules ignorantes. Ce roman à la fois réaliste, avec une dénonciation du tout pédagogique qui a sévi dans les collèges et lycées français ces dernières années[réf. nécessaire] et de la complaisance des enseignants face à une violence injustifiable, est aussi une virulente charge contre les hypocrisies de la bourgeoisie provinciale ainsi que la violence de la société française contemporaine vis-à-vis de ses enfants. Ce récit fortement ancré dans le réel s'accompagne de scènes fantastiques pour finalement s'avérer être le produit de l'imagination délirante d'un narrateur ayant sombré dans la folie et le meurtre. Cet ouvrage traite de la tentation de l'extrémisme politique à travers le discours de Zablanski, un enseignant au « cynisme désespéré », et du sado-masochisme avec les relations qu'entretiennent Gilles Saurat et Mme Van Reeth, veuve adepte du dolorisme. Ce récit à la stratégie narrative complexe avec tutoiement au lecteur, remise en cause du pacte auteur/lecteur par un narrateur peu fiable, réalisme qui sombre dans le fantastique.
Paradis noirs est relié à un souvenir traumatique d'enfance en toile de fond mais ne se limite pas à cette thématique. Dans une pension religieuse de Clermont-Ferrand, au cours des années 1950-1960, se constitue un petit groupe d'amis collégiens qui se dispersent dès le lycée. Le narrateur, devenu écrivain, rencontre l'un de ces anciens camarades longtemps après, ou croit le rencontrer. L'un et l'autre approfondissent leur passé et la conversation se met à évoquer le traumatisme qui a provoqué la dislocation du groupe : « On ne peut pas critiquer le fascisme, disait François. […] On ne peut s'attaquer au négatif, il se nourrit de tout ce qu'on lui oppose » (p. 254-255). Les paradis noirs, ce sont d'abord les caves obscures de la maison désolée de sa grand-mère et de son enfance, puis celles du fascisme et de la cruauté, qui l'ont amené à devenir mercenaire dans les années 1970-1980.
La cantatrice avariée est un roman absurde qui met en scène deux ex petits voyous, Bada et Bolo, qui assurent le service d'ordre d'une secte en voie de disparition qui s'est installée dans un château gothique. Dans ce roman se retrouve une scène récurrente des œuvres de Jourde, le sacrifice d'une jeune fille (cf. Festins secrets, L'heure et l'ombre), qui, martyre des sociétés contemporaines, atteint au statut de sainteté par le calvaire enduré. Le château, fait de tunnels, de passages secrets et de sombres cachots, lieu emblématique des romans gothiques et décadents (étudiés notamment dans Littérature monstre) se retrouvera aussi dans Paradis noirs, à travers la description du collège religieux.

### Œuvres lyriques
L'heure et l'ombre est un roman d'amour sur une très longue durée, multipliant les relais métadiégétiques, passant d'un registre sentimental à un registre réaliste ou comique. C´est le récit d'une quête amoureuse par un narrateur hanté par un amour d'enfance vécu dans une petite ville balnéaire. À la manière de Sylvie de Nerval, ce récit mêle fantasmes et réalité mais possède aussi une perspective critique avec des passages comiques, des analyses sur les chanteurs de rap ou encore sur le sort réservé aux personnes âgées.
Le Maréchal absolu est un roman qui se compose de quatre parties. La première partie (Un peu avant la fin) se présente comme une succession de monologues où Alexandre Y, Maréchal d'Hyrcasie et de Novopotamie, assiégé dans sa capitale par les rebelles, se lamente auprès de son fidèle secrétaire et lui demande une idée. Cette synthèse de tous les tyrans autocrates modernes réorganise les souvenirs incertains de sa vie et de son œuvre, de ses manipulations passées et à venir. La seconde partie (Un peu après la fin) révèle que le tyran assassiné était un des derniers sosies, et l'organisation des divers Services secrets, très étanches. Le vrai Maréchal, et Guide suprême, continue(rait) à envisager de sévir depuis un souterrain.  La troisième partie (Où, un demi-siècle après la fin, on revient sur ce qui l'a causée) reconstitue l'enquête d'Eva Schlangenfeld, autrefois efficace jeune espionne. La quatrième partie (Où, quarante ans après la fin, on revient sur ce qui s'est ensuivi) évoque, du point de vue de Manfred-Célestin ses retrouvailles du confident-larbin vieillissant avec le Grand Leader, après la mise à mort d'un de ses derniers sosies, et du dernier voyage, qui mène en Hyrcasie. Un parcours labyrinthique, à travers marécages, troupes d'enfants, ville dévastée de Bardino, mène les survivants à l'Auberge des pêcheurs.

### Pensée
Tout en explorant les côtés sombres de l'humain, la tentation du mal et la dualité de l'humain, la pensée de Jourde est avant tout une philosophie pragmatique et humaniste profondément attachée à la liberté de pensée, à la défense des plus faibles face à la violence sauvage, à l'opposition aux obscurantismes de toutes sortes et au populisme anti-intellectuel, au règne des médias et aux hypocrisies de la société française.
Pierre Jourde s'est aussi profondément impliqué dans la défense de l'Université française et, lors du mouvement de grève de 2009, a multiplié articles et interventions pour défendre les enseignants-chercheurs. Enfin il est partisan d'une liberté d'expression totale et de l'abrogation de toutes les lois l'ayant limitée en France, comme l'indique sa signature de la pétition lancée par le site Enquête & Débat.

## Polémiques
Dans Pays perdu, Jourde retrace la vie des habitants d'un village du Cantal décrite comme très rude et marquée par l'alcoolisme, la solitude, le suicide, etc. Ce roman est inspiré du village de Lussaud, dont est originaire la famille Jourde, et a suscité une vive émotion parmi ses habitants, d'autant plus que plusieurs d'entre eux se sont reconnus ou ont reconnu des proches décédés dans les personnages du roman. Lorsqu'il y est revenu avec ses enfants, une violente dispute a éclaté avec certains habitants. L'auteur a été chassé du village et des pierres ont été jetées sur sa voiture. L'évènement a ensuite été repris et interprété par les services de presse de sa maison d'édition, donnant à l'affaire un écho national. Les acteurs[Qui ?] ont été condamnés le 5 juillet 2007 par le tribunal d'Aurillac à des amendes et de la prison avec sursis. À la suite de cet événement, il publie La Première pierre, ouvrage dans lequel il interroge la violence que son œuvre a provoquée.
Jourde n'hésite pas à aller à l'encontre de l'opinion reçue et, à la manière d'un auteur comme Philippe Muray, mène un combat contre l'« empire du bien »[réf. nécessaire]. Dans Carnets d'un voyageur zoulou dans les banlieues en feu, ouvrage paru en 2007, il s'attaque au discours des journalistes et à la représentation médiatique des banlieues françaises et des jeunes qui y vivent, phénomène qu'il considère comme une entreprise de déréalisation refusant d'aborder les causes effectives des problèmes. La parution sur son blog et sur le site de la revue Causeur d'un article concernant le développement de l'antisémitisme dans ces banlieues et intitulé « Il ne faut pas désespérer Montfermeil », où il s'attaquait à l'attitude consistant à faire d'Israël « la commode figure du Croquemitaine responsable de toute la misère du monde », a entraîné une polémique.

## Œuvres

### Essais et critiques
- Géographies imaginaires, 1991
- Huysmans : à rebours, 1991
- L'Alcool du silence : sur la décadence, 1994
- Visages du double, avec Paolo Tortonese, 1996
- L'Opérette métaphysique d'Alexandre Vialatte, 1996
- Empailler le toréador : l'incongru dans la littérature française, 1999
- Littérature et authenticité : le réel, le neutre, la fiction, Paris, L'Harmattan, coll. « Critiques littéraires », 2001 présentation de l'ouvrage
  - rééd. remaniée et augmentée, Paris, L'Esprit des péninsules, 2005
- La Littérature sans estomac, 2002, prix de la critique de l’Académie française 2002[17]
- Petit déjeuner chez Tyrannie, avec Éric Naulleau, 2003
- Le Jourde & Naulleau, avec Éric Naulleau, Mots et Cie, Paris, 2004
  - rééd. remaniée et augmentée, Mango, 2008.
  - rééd. remaniée et augmentée, Chiflet et Cie, 2015
- Portrait des mouches, 2005
- Carnets d'un voyageur zoulou dans les banlieues en feu, 2007
- La Littérature monstre : essai sur la littérature moderne, 2008
- 40 ans de rentrée littéraire, avec Ulf Andersen, 2010
- C'est la culture qu'on assassine, Balland, 2011
- La culture bouge encore, Hugo Doc, 2015
- Géographie intérieure, Grasset, 2015
- La littérature est un sport de combat, Page centrale, 2015
- La Tyrannie vertueuse, Paris, Le Cherche midi, 2022  (ISBN 9782749172385)
- Croire en dieu pourquoi ?, Gallimard, coll. « Tracts », 2022  (ISBN 978-2-07-300983-8)
- On achève bien la culture, Léo Scheer, 2023

### Récits et romans
- Carnage de clowns, 1999
- Dans mon chien, 2002
- Pays perdu, 2003 — Prix Générations du roman 2003 (également paru en livre audio en 2010, dans une narration assurée par l'auteur)
- Festins secrets, 2005 — Grand prix Thyde-Monnier de la SGDL, prix Renaudot des lycéens, prix Valery-Larbaud
- L'Œuvre du propriétaire, 2006
- L’Heure et l’Ombre, 2006
- Petits Chaperons dans le rouge, 2006 (recueil de textes écrits par des étudiants de l'Université Stendhal, sous la direction de P. Jourde)
- La Cantatrice avariée, 2008
- Le Tibet sans peine, 2008
- Paradis noirs, 2009
- La Présence, 2011
- Voyage en Auvergne, avec Pio Kalinski 2012
- Le Maréchal absolu, 2012 — Prix Virilo 2012[18]
- La Première Pierre, 2013 — Grand prix Jean-Giono 2013[19],[20]
- Winter is coming, Gallimard, 2017
- Le Voyage du canapé-lit, Gallimard, 2019
- La grande solderie, Wombat, coll. « Les Insensés », 2022  (ISBN 2374982181)

### Poésie et livres avec des artistes
- Territoire des confins, 1988, illustrations de Kristian Desailly
- Histoires acéphales, 1988, illustrations de Kristian Desailly
- Bouts du monde, Le Quai, 1995, illustrations de Barrie Hastings
- Un tas d'amour, Le Quai, 1996, illustrations de Barrie Hastings
- Entrée des créatures, Adana Venci, 2001, sur les dessins de Robert Vigneau
- Haïkus tout foutus, Voix d'encre, 2004, illustrations de Kristian Desailly
- Qui rira le dernier, Voix d'encre, 2006, avec Éric Chevillard, Jean-Pierre Gandebeuf et Alain Blanc
- La Quadrature du sexe, Voix d'encre, 2009, sur des photomontages de Henri Maccheroni
- La Vieille à sa fenêtre, Le Réalgar, 2012, illustrations de Francis-Olivier Brunet
- Crucifixion Rumba, Le Réalgar, 2012, illustrations de Barrie Hastings
- La potiche a peur en rouge : & cent autres fables express : précédées d'une présentation & assorties de leurs commentaires explicatifs, préfacé par Hervé Le Tellier, Paris, Wombat, coll. « Les Insensés », 2021, 101 p.  (ISBN 9782374981987)
- Trois danses foirées : rock, rumba, valse, avec 22 gravures de Pierre Jourde, Montélimar, Voix d'encre, 2021, 67 p.  (ISBN 9782351281864)
- Oh, livre d'artiste, sérigraphies et composition typographique sur papier Richard de Bas par Pierre Jourde, 12 exemplaires numérotés en coffret, 2022.

### Direction éditoriale, préfaces et autres écrits
- La Voix de Valère Novarina (dir.), actes du colloque de Valence, l'Écarlate/L'Harmattan, 2004
- Joris-Karl Huysmans, Romans et nouvelles, sous la direction d'André Guyaux et de Pierre Jourde ; avec la collaboration de Jean-Pierre Bertrand, Per Buvik, Jacques Dubois et al., Paris, Gallimard, coll. « Bibliothèque de la Pléiade », n° 642, 2019, 1791 p.  (ISBN 9782072699825) Contient : Marthe, Les Sœurs Vatard, Sac au dos, En ménage, A vau-l'eau, A rebours, Un dilemme, En rade, Là-bas, En route.

### Feuilleton radiophonique
- Alein, le mal de l’origine du retour, fiction radiophonique réalisée par Laure Egoroff, et diffusée sur France Culture le 29 octobre 2022. Le texte sera inclus dans le recueil La grande solderie.

## Entretiens
- Bookmakers, avec Richard Gaitet sur Arte Radio[21]